# Return of the Living Dead Part II
Return of the Living Dead Part II (El Regreso de los Muertos Vivientes Parte II en México, La Divertida Noche de los Zombies en España) es la secuela de la película The Return of the Living Dead (1985) dirigida por Dan O'Bannon.
Escrita y dirigida por Ken Wiederhorn está protagonizada por Michael Kenworthy, Marsha Dietlein, Dana Ashbrook, Thom Matthews, Suzanne Snyder, James Karen, Philip Bruns y Thor Van Lingen en sus papeles principales. Obtuvo tres nominaciones entre los que se incluyen los de mejor película de terror en los Premios Young Artist de 1989 y mejor banda sonora en los Premios Saturn.

## Argumento
Un camión militar transporta barriles de Trioxin, cuando uno se suelta y cae en un río sin que el conductor se dé cuenta. A la mañana siguiente, unos niños llamados Jesse Wilson, Billy y Johnny van a un mausoleo en un cementerio, donde intentan iniciar a Jesse, pero él logra liberarse y escapar para esconderse en la alcantarilla.
Encuentran un barril de Trioxin y lo abren y se escapa el gas. Ven un cadáver en el barril y huyen gritando. Cuando Jesse dice que va a llamar al ejército desde un número en el cañón, los matones lo atrapan en un mausoleo abandonado y lo dejan. Una camioneta se detiene en el cementerio con Ed, Joey y Brenda. Ed le explica a Joey que están allí para robar tumbas ; Brenda es arrastrada por los cementerios y se queda atrás en la furgoneta. Ed y Joey van al cementerio donde comienzan a saquear las tumbas en el mausoleo donde está Jesse. Cuando entran, Jesse puede liberarse y correr a casa.
Billy y Johnny vuelven a la alcantarilla y abren el barril, liberando el gas tóxico, que impregna todo el cementerio, y la lluvia esa noche hace que el Trioxin se filtre en el suelo. Jesse recibió órdenes de hacer su tarea con su hermana mayor, Lucy, pero se escapa de la casa cuando un tipo de cable, Tom, la distrae. Él va a la casa de Billy a verlo, pero está enfermo, por lo que inventa una excusa y la mamá de Billy le permite una breve visita. Jesse ve los efectos de la Trioxin, que enfermó a Billy. Billy advierte a Jesse que no le diga a nadie lo que han encontrado. Jesse regresa a la alcantarilla para examinar el cañón. Él ve a un zombi cubierto de alquitrán y huye al cementerio. Él ve una mano que sube por el suelo cerca de una de las tumbas y huye.
Brenda va a ver a los chicos y se encuentra con un zombi, pero es capaz de escapar. Ed y Joey todavía están dentro del mausoleo cuando un cadáver cobra vida. Joey golpea su cabeza con una palanca y huyen del edificio. Están corriendo a través de una multitud de zombis cuando se encuentran con Brenda, que está histérica.
Jesse llega a casa e intenta contarle a Lucy sobre el levantamiento zombi, pero ella lo despide y lo encierra en su habitación. En otra parte, Ed, Joey y Brenda aparecen en la casa de Billy para pedir ayuda, pero huyen cuando el papá de Billy les apura. Mientras tanto, Jesse enciende un fuego afuera de su puerta para encender las alarmas de humo, para distraer a Lucy y poder escapar. Jesse llama al Ejército y se comunica con un Coronel, pero la llamada se desconecta. Ed, Joey y Brenda roban la camioneta de Tom, pero no pueden atravesar a la mafia, así que irrumpieron en la casa de Jesse.
Joey se está enfermando por exposición a la Trioxin, y Jesse es atacado por un zombi. A medida que los zombis se acercan a la casa, el grupo intenta encontrar un auto para escapar. En la casa de Billy, su condición empeora y su padre fue a buscar un médico, pero la madre de Billy lo ve atacado y comido por un grupo de zombis. Billy ataca a su madre. En otra parte, el grupo irrumpe en la casa del Dr. Mandel, donde lo convencen de que les deje usar su automóvil, y conducen a una sala de emergencias que parece estar desierta.
Tom, Lucy y Jesse escapan de un grupo de zombis y toman el auto para mirar alrededor de la ciudad. Llegan a la casa del abuelo de Lucy y Jesse y entran en la caja fuerte de su arma para conseguir armas y munición. Vuelven al hospital donde Ed y Joey están experimentando síntomas de rigormortis . Jesse es atacado por un zombi que tanto él como Tom dispararon varias veces. Brenda está molesta por el diagnóstico de Joey, y tratan de irse en el auto, pero Ed los sigue y se sube al auto. Son detenidos a punta de pistola por tres militares, Sarge, Les y Frank. Ed ataca y mata a Les, entonces Sarge y Frank se van. Brenda se marcha con Joey, dejando atrás a Ed.
El resto del grupo se va en una ambulancia del hospital. Brenda es atacada por Joey quien ahora es completamente un zombi. Debido a que se aman, Brenda le permite comer su cerebro. El grupo llega a un control de carretera, y el ejército equivocadamente abre fuego contra ellos, pensando que son zombis. Se dan cuenta de que toda la ciudad había sido evacuada. Tom piensa en una nueva estrategia para dar a los zombis lo que quieren, y conducen a una planta empacadora de carne. Toman un camión y distribuyen cerebros desde la parte posterior mientras conducen a una planta de energía con la intención de electrocutarlos a todos. Billy abre la puerta y los zombis los arrinconan en el camión.
Jesse es atacado por Billy y lo apuñala con un destornillador, y luego activa el poder, matando a todos los zombis. Billy entra, sosteniendo el destornillador, y Jesse lo empuja hacia un gran transformador que cae por el techo. El ejército llega y contiene la escena mientras el grupo se aleja.

## Reparto
- Michael Kenworthy - Jesse Wilson
- Marsha Dietlein - Lucy Wilson
- Dana Ashbrook - Tom Assex
- Thom Matthews - Joey
- Suzanne Snyder - Brenda
- James Karen - Ed
- Philip Bruns - Doctor Mandel
- Thor Van Lingen - Billy Crowley
- Sally Smythe - Mildred Crowley
- Don Maxwell - George Crowley
- Jonathan Terry - Coronel Glover
- Jason Hogan - Johnny

## Recepción
La película obtiene críticas mixtas aunque son más favorables la opiniones recabas entre los usuarios de los portales de información cinematográfica que entre la crítica profesional. 
En IMDb con más 21.000 votaciones obtiene una media ponderada de 5,7 sobre 10.
Los usuarios de FilmAffinity le otorgan una puntuación de 5,2 sobre 10 con 2.042 votos registrados.
En el agregador de críticas Rotten Tomatoes obtiene la calificación de "fresco" para el 5% de las 21 críticas profesionales y para el 44% de las más de 10.000 valoraciones de sus usuarios.

## Banda sonora
La banda sonora se publicó por el sello discográfico Island Records en 1988.
1. «Space Hopper» - Julian Cope
2. «High Priest of Love» Mindwarp and the Love Reaction
3. «I'm the Man» - Anthrax
4. «Big Band B-Boy» - Mantronix
5. «Monster Mash» - The Big O
6. «Alone in the Night» - Leatherwolf
7. «A.D.I. / Horror of It All» - Anthrax
8. «Flesh to Flesh» - Joe Lamont
9. «The Dead Return» - J. Peter Robinson

Aunque no está incluido en la banda sonora, «Bad Case of Loving You" de Robert Palmer también aparece en la película.